# Гранатела велика
Гранатела велика (Granatellus venustus) — вид горобцеподібних птахів родини кардиналових (Cardinalidae).

## Поширення
Ендемік Мексики. Його ареал охоплює тихоокеанські прибережні райони від центрального Сіналоа до Чіапаса. Його природне середовище проживання — ліси та чагарники гір.

## Опис
Дрібний птах, завдовжки близько 15 см, включаючи довгий хвіст. Вага 9-11 г. Вид демонструє виражений статевий диморфізм. У самців на верхній частині оперення темно-синьо-сіре, за винятком чорного хвоста та бічних частин голови. Він має широку білу надбровну смужку, яка починається від ока і тягнеться назад. Горло, боки та бічні пера хвоста також білі. Решта нижньої частини червоного кольору, а груди відокремлені від горла чорною смугою. У самиць нижня частина і бічні частини голови білувато-бурі і лише перианальна область червонувата. Дзьоби в обох статей чорнуваті й загострені.

## Спосіб життя
Харчується комахами, часто утворюючи змішані групи з іншими видами. Живуть парами. Чашоподібне гніздо виготовляють із засохлої трави, стебел і коріння серед чагарників на висоті до одного метра. У кладці 2-4 яйця. Самиця висиджує яйця самостійно. Молодняк вилуплюється через 14 днів і вилітає через вісім-десять днів.

## Підвиди
Таксок включає два підвиди:
- G. v. francescae Baird, SF, 1865 — острови Лас-Трес-Маріас.
- G. v. venustus Bonaparte, 1850